# Ван дер Каап, Келлиан
Келлиан-Кей Альбертус Александер ван дер Каап (нидерл. Kellian-Key Albertus Alexander van der Kaap; род. 8 ноября 1998, Гронинген) — нидерландский футболист, защитник клуба «Левски».

## Клубная карьера
Ван дер Каап — воспитанник клубов «Марум», «Камбюр», «Гронинген» и «Би Куик». В 2017 году он начал профессиональную карьеру в клубе «Харкемайс Бойз», а после этого выступал за дублёров «Гронингена». В 2019 году ван дер Каап вернулся в «Камбюр». 13 сентября в матче против «Хелмонд Спорт» он дебютировал в Эрстедивизи. 6 декабря в поединке против «Дордрехта» Келлиан забил свой первый гол за «Камбюр». В 2020 году ван дер Каап перешёл в израильский «Маккаби» из Нетании. 31 октября в матче против «Хапоэль Кфар-Саба» он дебютировал в чемпионате Израиля. 9 мая 2021 года в поединке против «Хапоэль Хадера» Келлиан забил свой первый гол за «Маккаби». Летом 2021 года ван дер Каап перешёл в датский «Виборг». В матче против «Ольборга» он дебютировал в датской Суперлиге. 
В начале 2022 года ван дер Каап перешёл в болгарский «Левски». 19 февраля в матче против пловдивского «Локомотива» он дебютировал в чемпионате Болгарии. 1 сентября в поединке Суперкубка Болгарии против «Лудогорца» Келлиан забил свой первый гол за «Левски». В том же году он помог клубу завоевать Кубок Болгарии. 

## Достижения
Клубные
 «Левски»
- Обладатель Кубка Болгарии — 2021/2022